# 311 South Wacker Drive
311 South Wacker Drive es un rascacielos postmodernista de 65 pisos y completado en 1990 ubicado en Chicago. Con 293 metros de altura, es uno de los diez edificios más altos de Chicago y uno de los 50 más altos de los Estados Unidos. Fue el edificio de hormigón armado más alto del mundo hasta 1992, cuando fue superado por el Central Plaza de Hong Kong. El edificio es también el más alto del mundo conocido solamente por su dirección.
El nivel inferior del jardín de invierno fue diseñado para una posible conexión con la Chicago Union Station a través de un paso subterráneo. El edificio también contiene tres pisos de estacionamiento subterráneo. El edificio contiene tanto inquilinos minoristas como comerciales.

## Vestíbulo
El vestíbulo es un jardín de invierno acristalado de dos pisos (uno subterráneo) de 26 metros de altura. Anteriormente tenía palmeras, aún tiene una fuente, y está soportado por una estructura de acero influenciada por las vías y los puentes del metro de Chicago. Fue concebido como un enlace de cercanías o una "estación de peatones", que sirve como conexión para la cercana Union Station a través de un túnel de tranvía en desuso bajo la rama del sur del río Chicago. La escultura de bronce "Joya de los Lagos" de Raymond Kaskey mira el jardín desde la entrada del 311 South Wacker. La forma de concha de la fuente se toma del sello de la ciudad, que consiste en una figura heroica que representa Chicago como la "ciudad de los hombros anchos" y viste una capa que simboliza la gran obra de ingeniería que cambió el flujo del río Chicago.

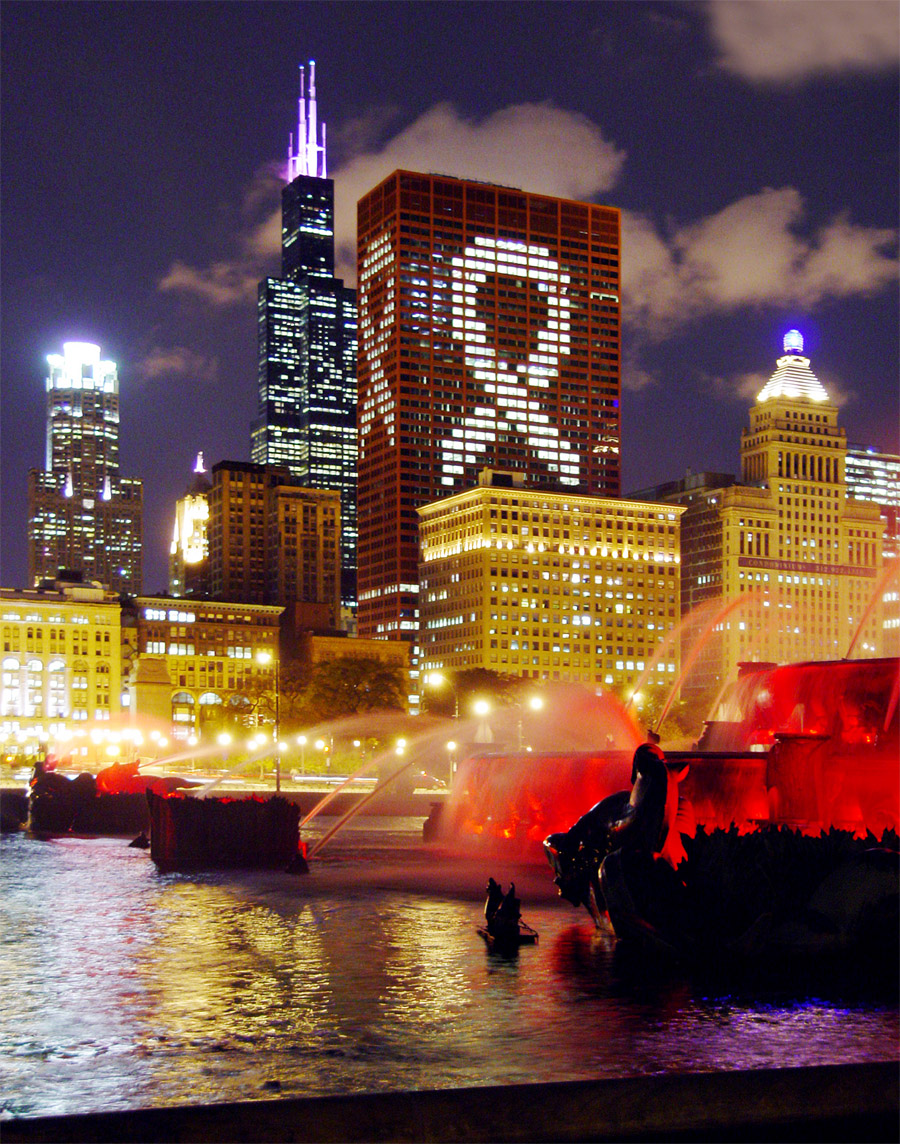
El CNA Building iluminado para reflejar el Mes de Concienciación sobre el Cáncer de Pecho. Se puede ver el 311 South Wacker Drive a la izquierda, con la sección superior brillantemente iluminada.

## Corona
La parte superior del edificio es un cilindro translúcido de 32 metros de altura, rodeado de otros cuatro cilindros más pequeños, inspirado en la Tribune Tower. Esto hace que sea uno de los rascacielos de Chicago más visibles por la noche, ya que su corona está considerablemente iluminada. Los cinco cilindros de la parte superior se encienden en la noche mediante 1 852 tubos fluorescentes, y una linterna en la parte superior cambia de color para diversas fiestas y eventos especiales.

## Parque
311 South Wacker está rodeado al noroeste por una zona de césped, que se utiliza comúnmente como una zona de descanso y almuerzo público durante los meses de calor, y es la mayor superficie de espacios verdes en el Loop de Chicago. Este parque se utiliza para alojar los mercados de agricultores locales, eventos musicales, y una variedad de arte y festivales culturales. Al suroeste hay una zona de estacionamiento. Esta zona debía ser originalmente ocupada por dos torres de la compañía que nunca se desarrollaron debido a las condiciones del mercado de oficinas.

## Galería

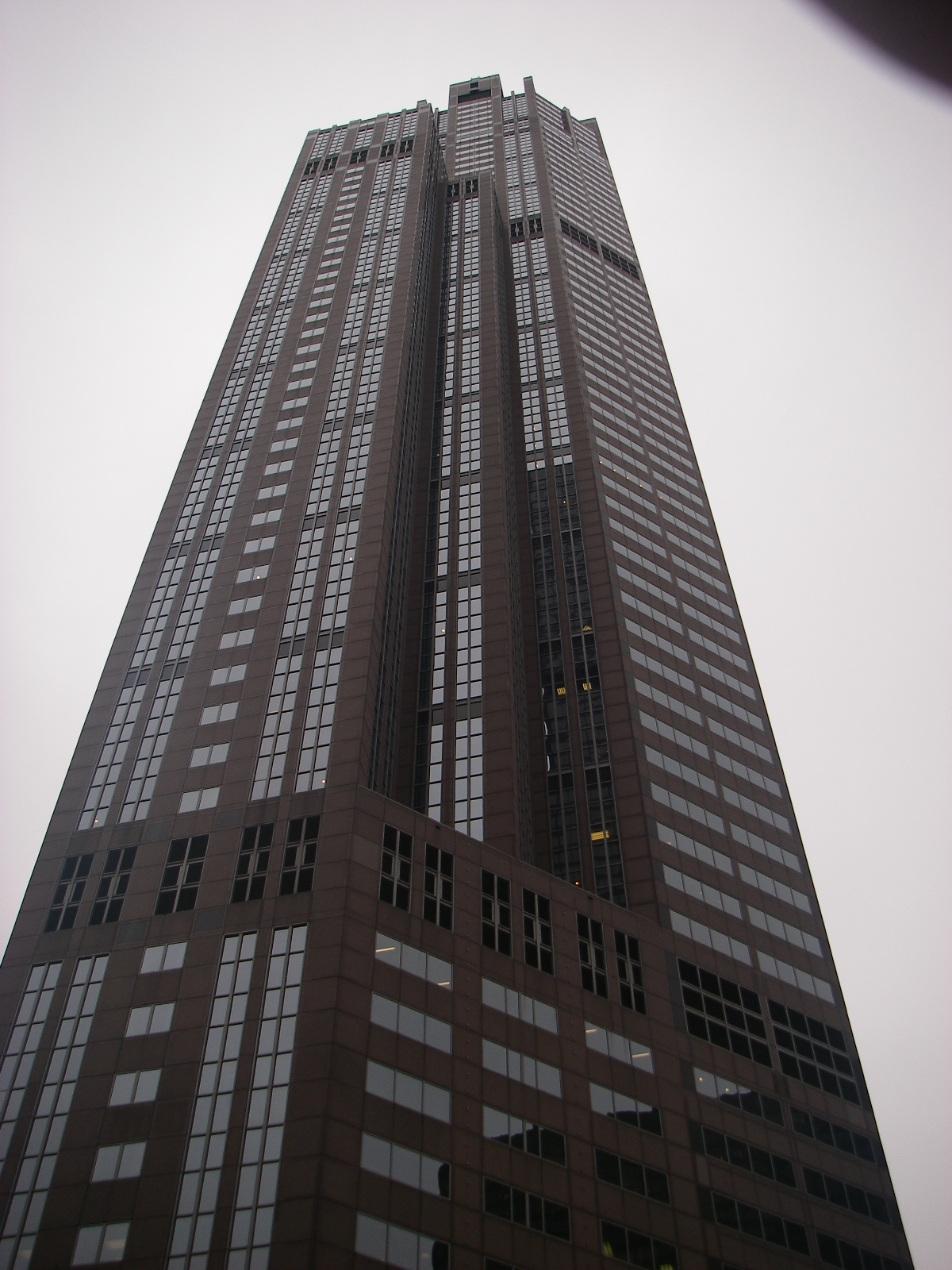
Vista desde la calle.
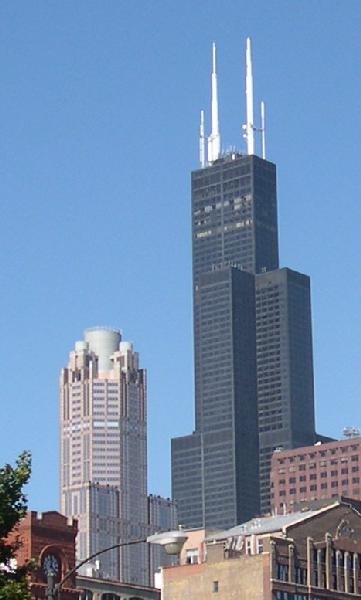
311 South Wacker Drive y la Willis Tower.
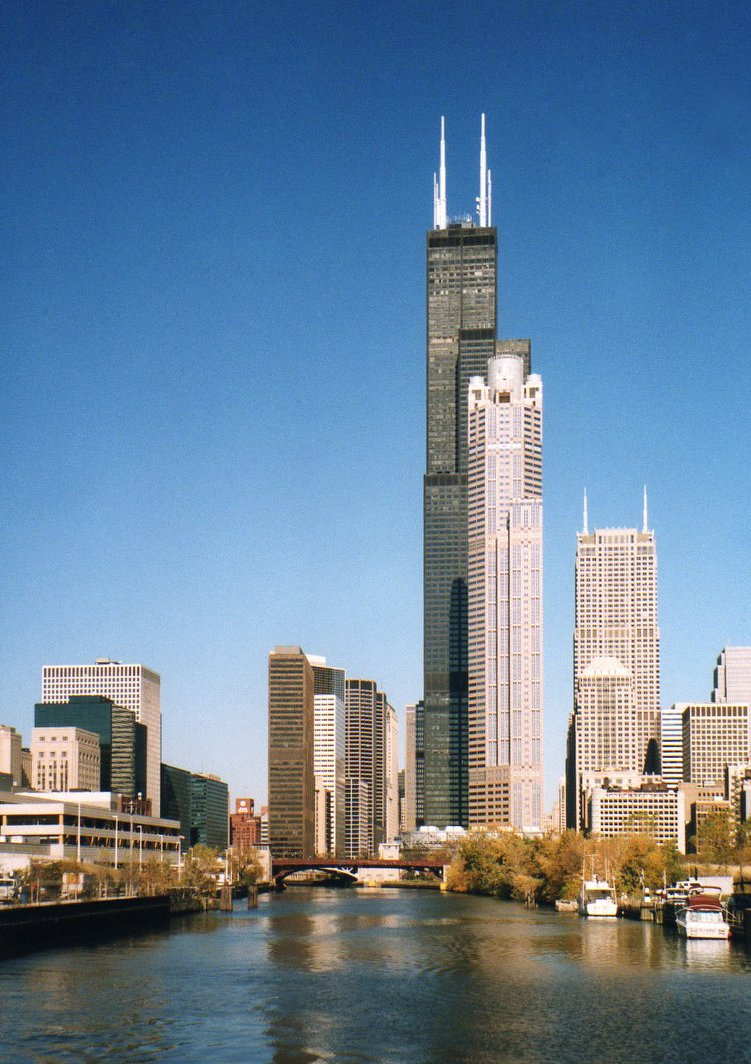
Vista sur desde el río Chicago.
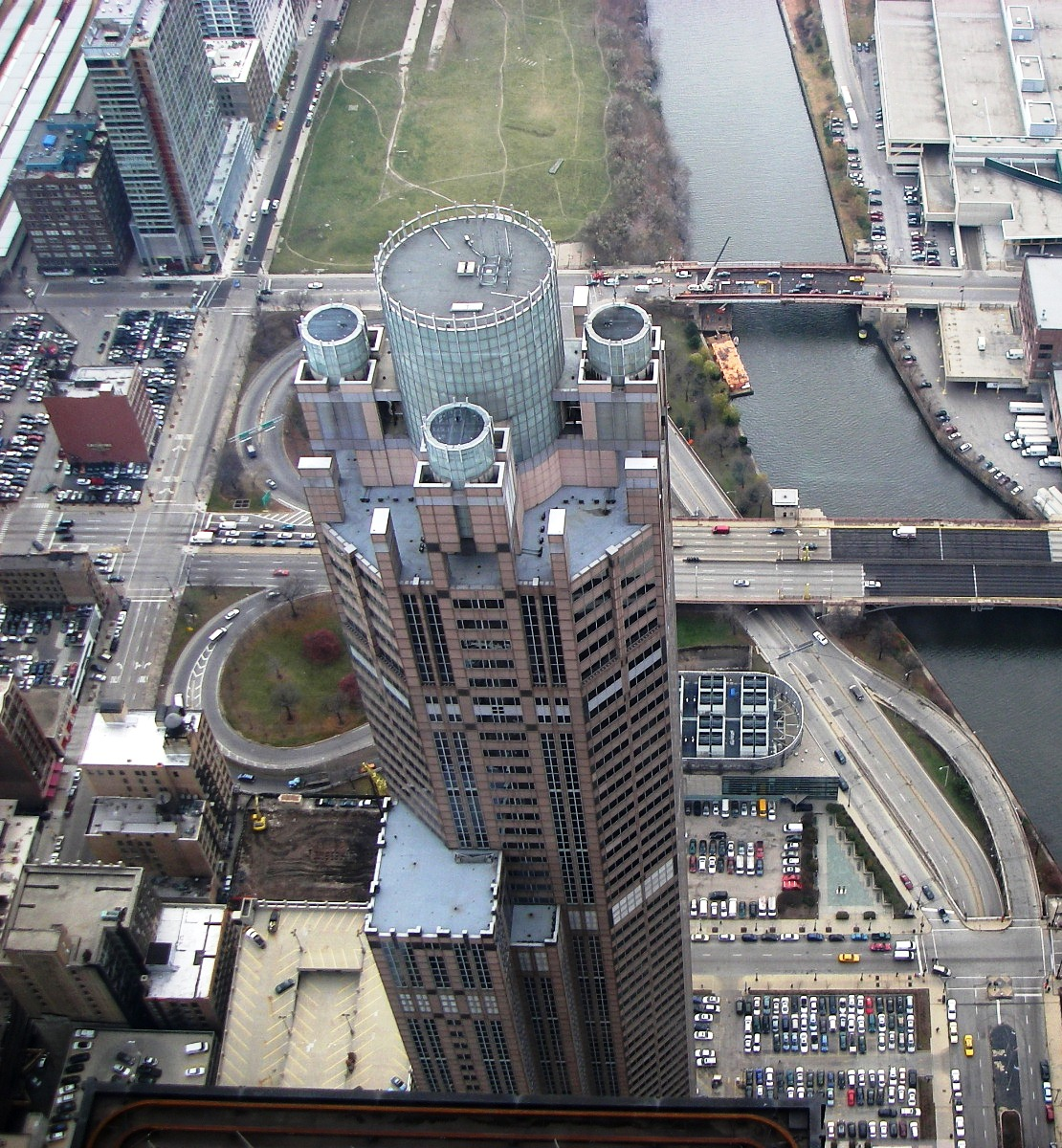
311 South Wacker Drive visto desde el último piso de la Willis Tower.
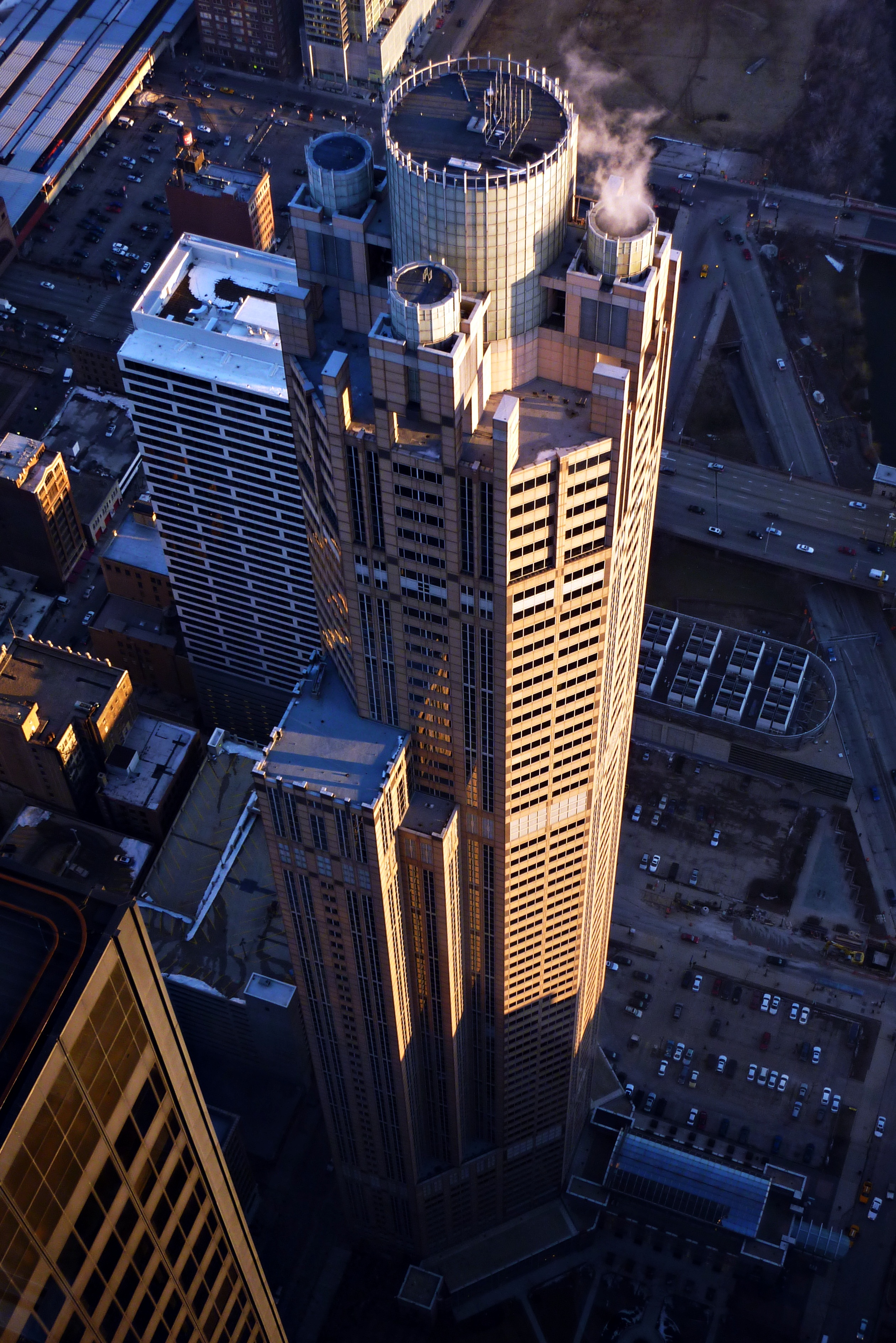
311 South Wacker Drive visto desde el piso 103 de la cercana Willis Tower.